# Gaston Miron
Gaston Miron (Sainte-Agathe-des-Monts, 8 gennaio 1928 – Montréal, 14 dicembre 1996) è stato un poeta, scrittore e editore canadese, originario del Québec.

## Biografia
Miron è il poeta "nazionale" della grande provincia canadese del Québec ed è ancora oggi considerato uno dei massimi esponenti dei paesi francofoni americani: convinto assertore della forza della lingua francese del Québec, Miron si pone come punto di riferimento per la profondità e la forza delle sue opere, inserite nel contesto di un paese "anglicizzato" nella quotidianità e ancora troppo legato alla letteratura francese.
In particolare, come editore, negli anni sessanta con le sue Éditions de l'Hexagone, traghetta la letteratura da canadese-francese a quebecchese, rivendicando la sua autonomia rispetto a quella francese vera e propria e, in prospettiva, influenzando e responsabilizzando tutti gli strati sociali del paese: per questo motivo venne anche chiamato il Poeta militante per le ripercussioni sociali che le sue opere hanno avuto in Québec.
Nel 1996, anno della sua morte, è stato insignito del grado di Ufficiale dell'Ordine nazionale del Québec (in fr.: Officier de l'Ordre national du Québec), il secondo più alto riconoscimento per le personalità di spicco dato dal governo del paese (Gran Ufficiale e Cavaliere sono gli altri due gradi) e in generale dei paesi di lingua francese d'America.

## Editoria
Cofondatore nel 1953 dell'Éditions de l'Hexagone, principale casa editrice del Québec assieme a Gilles Carle, Louis Portugais, Olivier Marchand, Mathilde Ganzini e Jean-Claude Rinfret.

## Opere
Miron inizia a pubblicare dagli anni cinquanta su diversi quotidiani e periodici (Le Devoir, Liberté e Parti pris).  
Nel 1953 pubblica, assieme al poeta Olivier Marchand, la raccolta di poesie Deux sangs, che inaugura le Éditions de l'Hexagone.  
In quasi due decenni pubblica tantissime poesie "sparse" e si lascia convincere a raccoglierle (assieme ad alcuni suoi testi in prosa), in una raccolta intitolata L'Homme rapaillé, la sua opera principale e vincitrice, nel 1981 dello storico Premio Guillaume-Apollinaire.  
Pubblicata nel 1970 (per la Presses de l'Université de Montréal e non per le Éditions de l'Hexagone), è stata oggetto da parte di Miron di continue modifiche (7 edizioni diverse curate dall'autore).
Il suo capolavoro, il poema La marcia dell'amore (La Marche à l'amour), originariamente edito nel 1962 e rivisto parzialmente nel 1970, lo ha reso celebre in patria e all'estero: è riconosciuto come una delle più belle pagine scritte nei paesi francofoni dell'America.
In Italia il primo a tradurlo è stato il poeta Angelo Bellettato.

## Opere principali
- Deux sangs (raccolta di poesie di Gaston Miron e Olivier Marchand) - Montréal, Éditions de l'Hexagone, 1953.
- L'homme rapaillé - Montréal, Presses de l'Université de Montréal (1ª ediz.), 1970.
- Courtepointes - Ottawa, Éditions de l'Université d'Ottawa, 1975.
- Poèmes épars (1947-1995) - Montréal, Éditions de l'Hexagone, 2003.
- Un long chemin (d'autres proses) (testi e prose) - Montréal, Éditions de l'Hexagone, 2004.